# 胎盤食

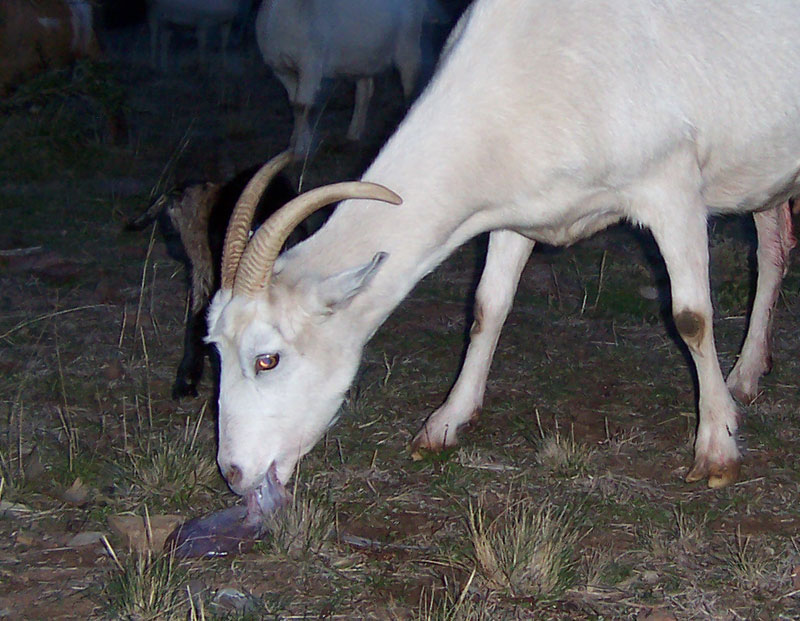
胎盤を食べる母ヤギ

胎盤食（たいばんしょく、英：Placentophagy）とは哺乳類が出産を行った後、娩出された胎盤を食べる行為である。
有胎盤哺乳類のほとんどは胎盤を食べるが、例外として鰭脚類や鯨類、ラクダなど、そして（ほとんどの場合での）ヒトが挙げられる。食虫類、齧歯類、兎類、翼手類、食肉類、偶蹄類、奇蹄類（ラクダは除く）、霊長類で胎盤食が観察されている。有袋類では胎盤は排出されずに吸収されるため胎盤食はないが、流出した羊水をしきりになめることがある。
胎盤食は滋養強壮、更年期障害防止、エイジングケア、産後の貧血や抜け毛対策、母乳分泌不全の改善、うつ病対策など様々な効果があるともいわれているが、胎盤食を実行した女性の人数や効果に関する科学的な調査研究結果はない。野生環境の中で捕食者から出産の形跡を消すために胎盤を食べるともいわれている。
いくつかの研究では妊娠したラットにおいて胎盤の摂取が痛覚の閾値を増大させうることが示された。胎盤を摂ったラットは自然発生のオピオイド増大による痛覚脱失が起こるのである。エンドルフィンやダイノルフィンといった内在性オピオイドはアヘンの成分に近縁の自然化学物質であり、中枢神経系に作用する。この内在性オピオイドは出産時に増大して、母体に痛覚への耐性を与える。胎盤と羊水とを合わせて摂取した場合、痛覚閾値へのオピオイドの作用は飛躍的に増大した。胎盤の代わりに肉を与えられたラットでは痛覚の閾値の増大はなかった。なお、ヒトにおいては同様に胎盤食で痛覚脱失が引き起こされるとする研究結果は出ていない。

## ヒトにおける胎盤食

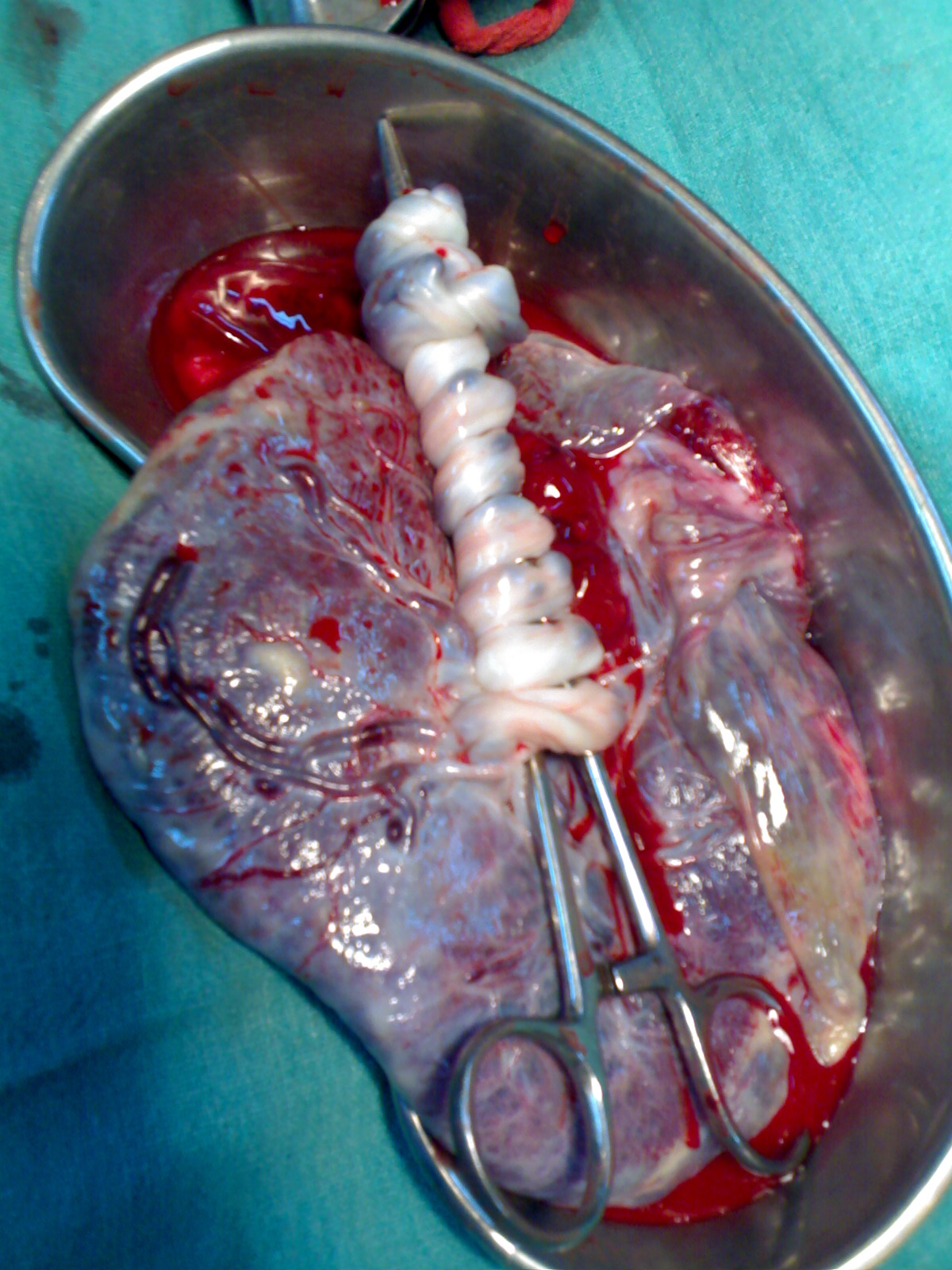
ヒトの胎盤

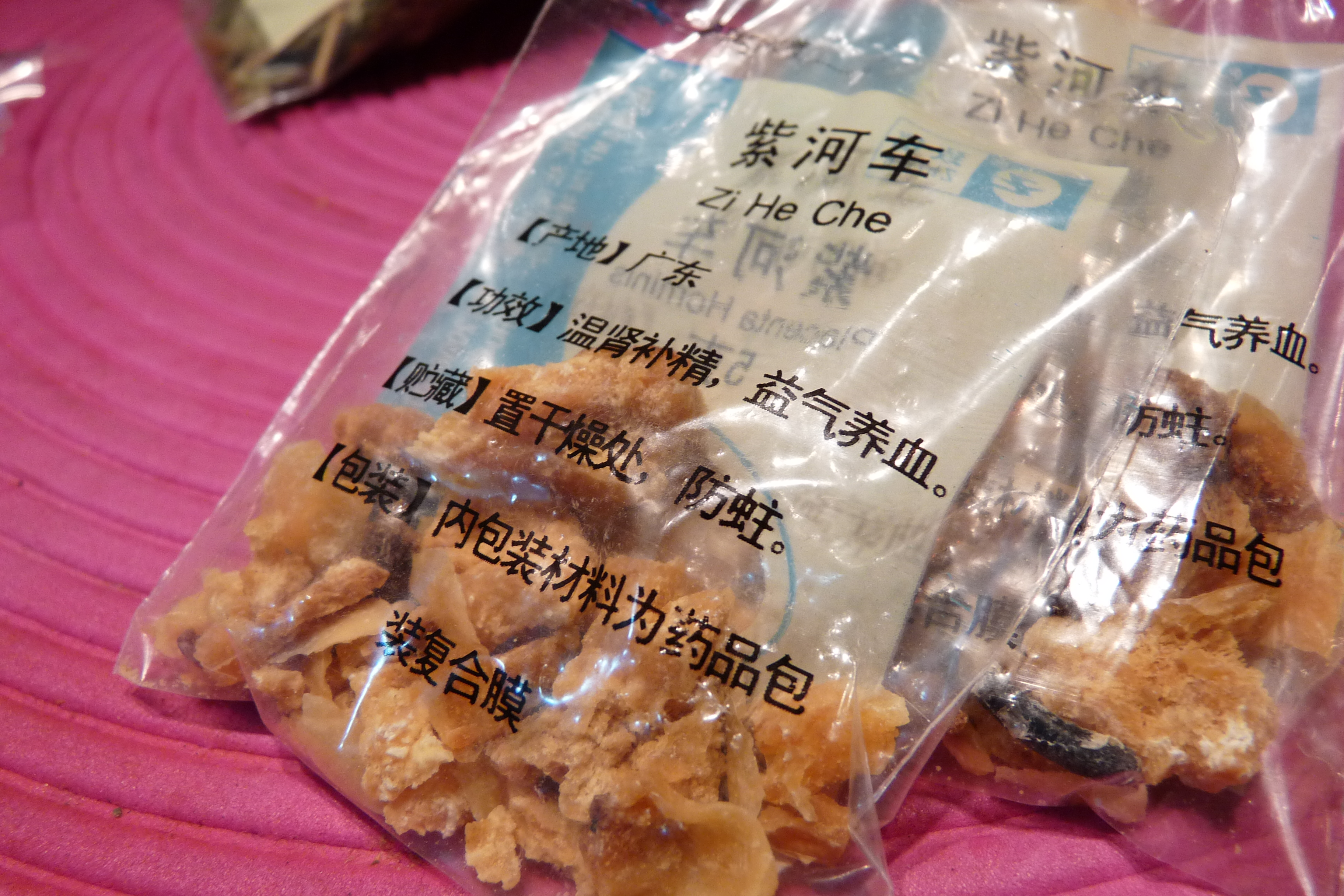
紫河車（生薬として用いられる乾燥させたヒトの胎盤）

胎盤を崇拝する文化は多い一方で、出産後に胎盤を食べる風習は稀である。
産後うつ病やその他妊娠合併症を防止する効能があると信じて胎盤食を推奨する人もいる。しかし英国王立産婦人科学会の産科医・広報担当Maggie Blottは産後うつ病の理論についての論争で、「動物は栄養をとるために胎盤を食べる。しかし人間の場合は既に充分滋養が与えられていて利点はなく、それをする理由がない」と胎盤を食べることに医学的根拠はないとした。その一方で、米国のサウスフロリダ大学とネバダ大学ラスベガス校の医療人類学者の調査によれば胎盤を食べた産婦の3/4が「気分がよくなった（improved mood）」「元気になった（increased energy）」「母乳の出がよくなった（improved lactation）」などポジティヴな体験をしたという。
人間の胎盤は漢方における生薬として用いられており、乾燥させたものは「紫河車」と呼ばれる。効能は消耗症、不妊症、インポテンツなど。
イギリスのセレブ・シェフ、ヒュー・ファーンリー＝ウィッティングストールは料理番組River Cottageシリーズにおいて、ある女性の胎盤を調理して食べたことで物議を醸した。